# من یک ویرانه‌ام
«من یک ویرانه‌ام» (به انگلیسی: I'm a Ruin) تک‌آهنگی از خواننده و ترانه‌سرا بریتانیایی-یونانی مارینا و دیاموندز از سومین آلبوم استودیویی او «فروت» است که در ۲۲ مارس ۲۰۱۵ منتشر شد.